# ヤーレンズ
ヤーレンズは、ケイダッシュステージ所属のお笑いコンビ。2011年結成。M-1グランプリ2023準優勝、M-1グランプリ2024ファイナリスト。

## メンバー
楢原 真樹（ならはら まさき、1986年11月17日 - ）（38歳）
ボケ・ギャグ・ネタ作り担当。
大阪府池田市出身。
姉と妹がいる。
身長179.9 cm、体重65 kg。血液型O型。ベッカムヘア（ソフトモヒカン）で、アスコットタイと丈の短いジャケットが特徴。
現コンビ結成前はコンビ「すいっちひった〜」として活動していた。
趣味はサザンオールスターズを聞くこと、ポケモン、ドラクエウォーク、メイプルストーリー。
『ウイニングイレブン9』が得意。
ギター、クラリネットが弾ける。
大学受験に失敗後、両親からお笑いの道を薦められたのが芸人になるきっかけだった。
声優の岩崎諒太は小・中学校時代の同級生である。
出井 隼之介（でい じゅんのすけ、1987年3月2日 - ）（38歳）
ツッコミ担当。
神奈川県横浜市出身、中学1年生時から兵庫県神戸市に移り住む。須磨学園高等学校卒業、甲南大学中退。
弟がいる。
2024年5月15日に一般女性と結婚した。
身長173 cm、体重60 kg。血液型B型。
現在のコンビ以前は「セカンドギア」や「スクランブルハネムーン」といったコンビを組んでいた。
趣味は格闘技観戦、美味しいコーヒーを淹れること。
相方と同じく、サザンオールスターズが好き。
剣道初段。
関西弁を習得するためにラジオを聞いて勉強していた。
大学生活が面白くなかったことから面白いことをやりたいと思い、芸人の道を選んだ。
『山里亮太の不毛な議論』（TBSラジオ）の「今つぶしておきたい若手ランキング」にて5位へ選出。

## 略歴
- 2011年9月結成。ただし2人での最初の舞台は2011年8月26日。
- 2人とも学年は同じではあるものの、楢原がNSC大阪校28期、出井がNSC大阪校29期出身で1期違いによる先輩後輩の関係である。出会いは「サザン好きが集まるカラオケ会」で、ちょうどその頃はお互いにそれまで組んでいたコンビ（楢原が「すいっちひった〜」、出井が「スクランブルハネムーン」）を解散し、次を考えていた時だった[7][6]。
- 楢原から上京を提案して[14]、2014年5月31日から東京で活動。東京に拠点を移すと共にコンビ名を現在のものへ改める[7]。なお、今のコンビ名は2人が共通して好きなサザンオールスターズの曲「YARLEN SHUFFLE 〜子羊達へのレクイエム〜」（アルバム『さくら』収録曲）に由来している[15]。旧コンビ名の「パープーズ」もサザンの「我らパープー仲間」（アルバム『ステレオ太陽族』収録曲）に由来。
- 『THE MANZAI2014』の2回戦翌日にあたる2014年8月29日より、ケイダッシュステージ所属となる[16][17]。ケイダッシュステージを選んだ理由は、『MBS漫才アワード』の予選に出場していたトム・ブラウンを観て、スベっていたけれど面白かったため同じ事務所に入りたいと思ったから[18]。
- 『M-1グランプリ2022』の敗者復活戦での共演を機に2023年からほぼ1か月に1回、令和ロマンとのツーマンライブ（通称・ヤレロマ）を開催している[19][20][21]。その年には『M-1グランプリ2023』で2組が今度は決勝戦で共演し、ワンツーフィニッシュを飾った。同大会関連番組の『アナザーストーリー』では、そのことも含めて、ヤーレンズと令和ロマンの2組が中心で取り上げられ[22]、2024年2月18日放送の『ボクらの時代』（フジテレビ）にもこの2組で出演した[23]。
- M-1グランプリには『M-1グランプリ2015』から毎年出場し続けており、『M-1グランプリ2022』に初の準決勝進出。9回目の挑戦となる『M-1グランプリ2023』、結成12年目にして初の決勝進出を果たした。決勝では6番手に登場し656点を獲得してファーストラウンド2位通過を決める。最終決戦ではヤーレンズ3票、令和ロマン4票という接戦で準優勝に終わった[24]。

## 芸風
- 前名・ヒートアップからパープーズに結成した当初は、関西弁を辞めて一歩引いた芸風の漫才をやっていた。
- 共に関西育ちであるが、大阪を拠点に活動していた頃から主に標準語で話す[25]。芸歴4年目頃のことであり、出井は関東出身なので戻しただけだったが、楢原は大阪生まれ大阪育ちなのに突如として標準語にキャラ変更して周囲に衝撃を与えた。
- それまでネタ中に使う言葉の他、衣装や髪型を変えたり色々試している[26]。舞台衣装に半ズボンのオーバーオールを着て出演したこともある[26]。そして技術、年齢、自己プロデュースが全部ハマったのが2022年の時だったと話している[26]。
- 主に漫才で、楢原がネタ作りを請け負っている。2人が雑談をするように進められ、以前は設定のある漫才コントを演じることが多かったものの、2013年春頃から雑談系漫才を行うようになった。適当な楢原のボケ、それを往なす出井のツッコミというやり取りが多い[7]。最後に短い漫才をしてシメる（それまでのやり取りは漫才前の雑談という設定でネタをしているため）[14]。なお、結成前の2人が別々のコンビで活動していた時は全く違った芸風でネタをやっていたが、ヤーレンズ（パープーズ）結成後は2人とも喉が弱いという理由から、声を張り上げないスタイルで行うようになった[14]。こういった経緯から「ユルい」「脱力系」とも称されている[14]。
- 2019年頃から、楢原がエキセントリックな店員や医者などで出井が巻き込まれる客などを演じる、いわゆるコント漫才を始める。雑談漫才も継続して続けながら、賞レースなどではコント漫才をメインに切り替えている。「旅館」「自転車屋」「歯医者」「お花屋さん」「焼き鳥屋さん」などのネタがある。
- 本題に入る前の雑談が長く、ネタ時間が延びがちなことを他の芸人から度々いじられている。
- 「オタク文化は分からない」としていて、トークライブなどでは「チェキ・アクスタNG」、「ファンアートには法的措置」という発言もたびたびしている。このうち、ファンアートに関しては「別に見たくもない」としており、書くのはいいがSNSでのタグ付けや事務所への送付をするのはやめてほしいとしていた[27]。

## 賞レース成績

### M-1グランプリ
| 年度（回）       | 結果         | エントリー No. | 備考                                                                 |
| ---------------- | ------------ | -------------- | -------------------------------------------------------------------- |
| 2015年（第11回） | 準々決勝進出 | 287            |                                                                      |
| 2016年（第12回） | 3回戦進出    | 134            |                                                                      |
| 2017年（第13回） | 準々決勝進出 | 589            |                                                                      |
| 2018年（第14回） | 準々決勝進出 | 921            |                                                                      |
| 2019年（第15回） | 準々決勝進出 | 394            |                                                                      |
| 2020年（第16回） | 準々決勝進出 | 494            |                                                                      |
| 2021年（第17回） | 準々決勝進出 | 760            |                                                                      |
| 2022年（第18回） | 準決勝進出   | 1111           | 敗者復活戦6位                                                        |
| 2023年（第19回） | 決勝2位      | 2613           | 決勝キャッチフレーズ「ノンストップ・ウザ」 ファーストラウンド2位通過 |
| 2024年（第20回） | 決勝5位      | 502            | 決勝キャッチフレーズ「逆襲のノンストップ・ウザ」                     |

### その他
- 2012年 キングオブコント2012 -  準々決勝進出
- 2012年 THE MANZAI 認定漫才師（「パープーズ」名義）
- 2014年 第35回 ABCお笑いグランプリ - 準決勝進出
- 2015年 マイナビ Laughter Night第1回チャンピオン大会 - 本戦進出
- 2020年 マイナビ Laughter Night第6回チャンピオン大会 - 本戦進出
- 2024年 第5回 ビートたけし杯「お笑い日本一」 優勝

## 出演

### 現在

#### テレビ
- ラヴィット!（TBSテレビ、2022年12月15日 - ）- 不定期出演
- 真空レンズ（テレビ東京、2025年6月5日 - ）
- 呪霊も普通にいきたいよ（テレビ朝日、2025年7月2日 - ） - 主演[29]。

#### ラジオ
- ヤーレンズのラジオの虎（GERA放送局） - 木曜20時放送
- パンサー向井の＃ふらっと（TBSラジオ、2024年4月8日 - ） - 隔週木曜パートナー
- ヤーレンズのオールナイトニッポン0(ZERO)（ニッポン放送、2024年1月14日〈13日深夜〉[30]、2024年4月28日〈27日深夜〉 - ） - 毎月最終日曜（土曜深夜）に放送[31]
- ツギハギ月曜日〜ヤーレンズのダダダ団!〜（ABCラジオ、2024年9月30日 - ）

### 過去

#### テレビ
- こそこそチャップリン（テレビ東京、2015年11月29日、12月5日・12日・19日、2016年1月23日）
- じわじわチャップリン（テレビ東京、2016年4月2日・9日・16日・23日、6月11日、8月27日）
- ネタパレ（フジテレビ、2021年6月4日、2022年8月19日、2023年1月20日）
- よるのブランチ（TBSテレビ、2022年2月23日、4月13日、6月15日、2023年1月25日、2月15日、4月12日、5月10日、5月24日）
- ストレンジグラデーション（テレビ朝日、2024年8月16日 - 2024年8月30日） - MC[32]。

#### CM
- 丸美屋食品工業「麻婆豆腐の素」Web CM（2024年5月28日 - ）[33]

#### ラジオ
- マイナビ Saturday Night Laugh→マイナビ Laughter Night（TBSラジオ 7月4日・8月15日・9月19日・11月7日・12月26日、2016年1月30日・2月6日・4月30日・7月2日・10月1日・8日・15日・12月17日、2017年1月14日・6月2日、2020年9月4日[34]・12月25日[35]、2021年12月3日[36]、2022年6月10日[37]・9月16日[38]）
  - マイナビ Laughter Nightチャンピオン大会（TBSラジオ 2015年10月18日、2016年10月15日）
- 伊集院光とらじおと（TBSラジオ 2016年4月27日・5月5日・12日・18日・19日・6月7日・8日・22日・29日・7月12日・8月24日・31日・9月21日・11月17日・22日・12月8日・13日・29日、2017年1月26日・2月2日・16日・3月9日・16日・30日）不定期レギュラーレポーター（出井のみ）
- ヤーレンズのオールナイトニッポンPODCAST（ニッポン放送、2023年1月7日  - 28日）- 2023年1月度パーソナリティ[39]

#### ライブ
- ケイダッシュゴールドライブ（ケイダッシュステージの定期ライブ。毎月開催）
- ケイダッシュライブブレイク〜Road to December〜（ケイダッシュステージの定期ライブ。2015年に毎月開催していた）
- ケイダッシュライブ（ケイダッシュステージの定期ライブ。年2回開催）
- 行列の先頭グランドカーニバルin東京グローブ座（K-PRO主催のライブ。2015年4月5日）
- ラ・ママ新人コント大会（渡辺正行主催のライブ。2015年4月24日・10月30日、2016年5月27日）
- サタデーナイトラフチャンピオン大会（TBSラジオ主催のライブ。2015年10月12日、2016年10月15日）
- トッパレチャンピオンカーニバル（K-PRO主催のライブ。2015年11月24日、2016年11月8日）
- 行列の先頭inなかのZERO（K-PRO主催のライブ。2016年6月30日）
- SUMMER SONICサマーソニック2016 SIDE-SHOW MESSE ステージ（2016年8月20日）

#### ネット配信
- ケイダッシュステージの殴るなら殴れ!!（ニコジョッキー 2015年2月10日・4月14日・6月9日・7月14日・8月18日・10月20日・11月10日・12月15日、2016年1月19日・2月16日・3月29日・5月31日・7月19日・8月16日・9月20日・12月13日）
- ケイダッシュライブブレイク増刊号（つたほ AKIBA伝えたい!放送局 2015年4月11日・6月13日・7月11日・8月8日・9月19日・10月17日・11月14日、2016年1月23日）
- ケイダッシュライブブレイク増刊号（つたほ AKIBA伝えたい!放送局、2015年5月2日 - 30日）※月間MC

#### 雑誌
- GINZA 2015年6月号「2015年の男たち 各界の気になる男たち名鑑」（マガジンハウス、2015年5月12日 発売）
- ぴあお笑いライブ読本「今後注目の芸人100組!」（ぴあMOOK、2015年9月30日 発売）
- まだ お笑いラジオの時間（綜合図書(綜合ムック)、2016年4月22日 発売）
- 月刊「サイゾー」（株式会社サイゾー、2016年5月18日 発売）
- street JACK （KKベストセラーズ 、2016年6月24日 発売）
- EX大衆 12月号（双葉社、2016年11月15日発売）

#### 新聞
- 「今週のご推笑」『夕刊フジ』産業経済新聞社、2016年3月31日。
- 「【ビッくらぼんの365日・芸人日記（9）】年間300本のステージに立ち、「キング・オブ・ステージ」を目指すメガネコンビ、ヤーレンズ」『サンケイスポーツ』（インタビュー）、産業経済新聞社、2016年5月17日。

## 書籍
- ヤーレンズ出井『芸人食わねど高コーヒー』〈売れてない芸人（金の卵）シリーズ〉、代官山ブックス、2021年10月3日。ASIN B09HR4KWD3。